# Tijdcapsule

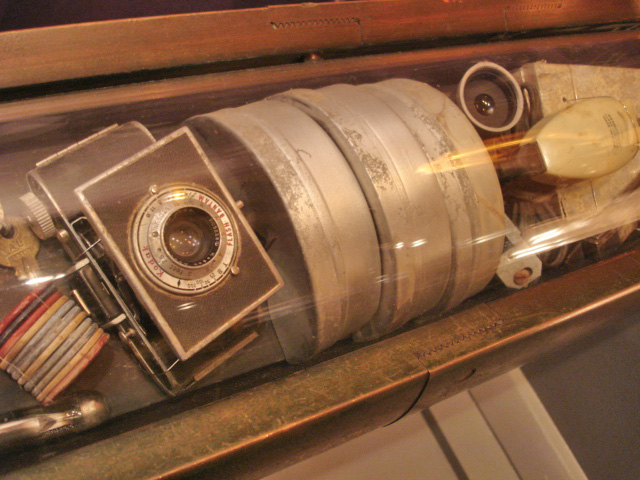
Replica van de tijdcapsule van Westinghouse

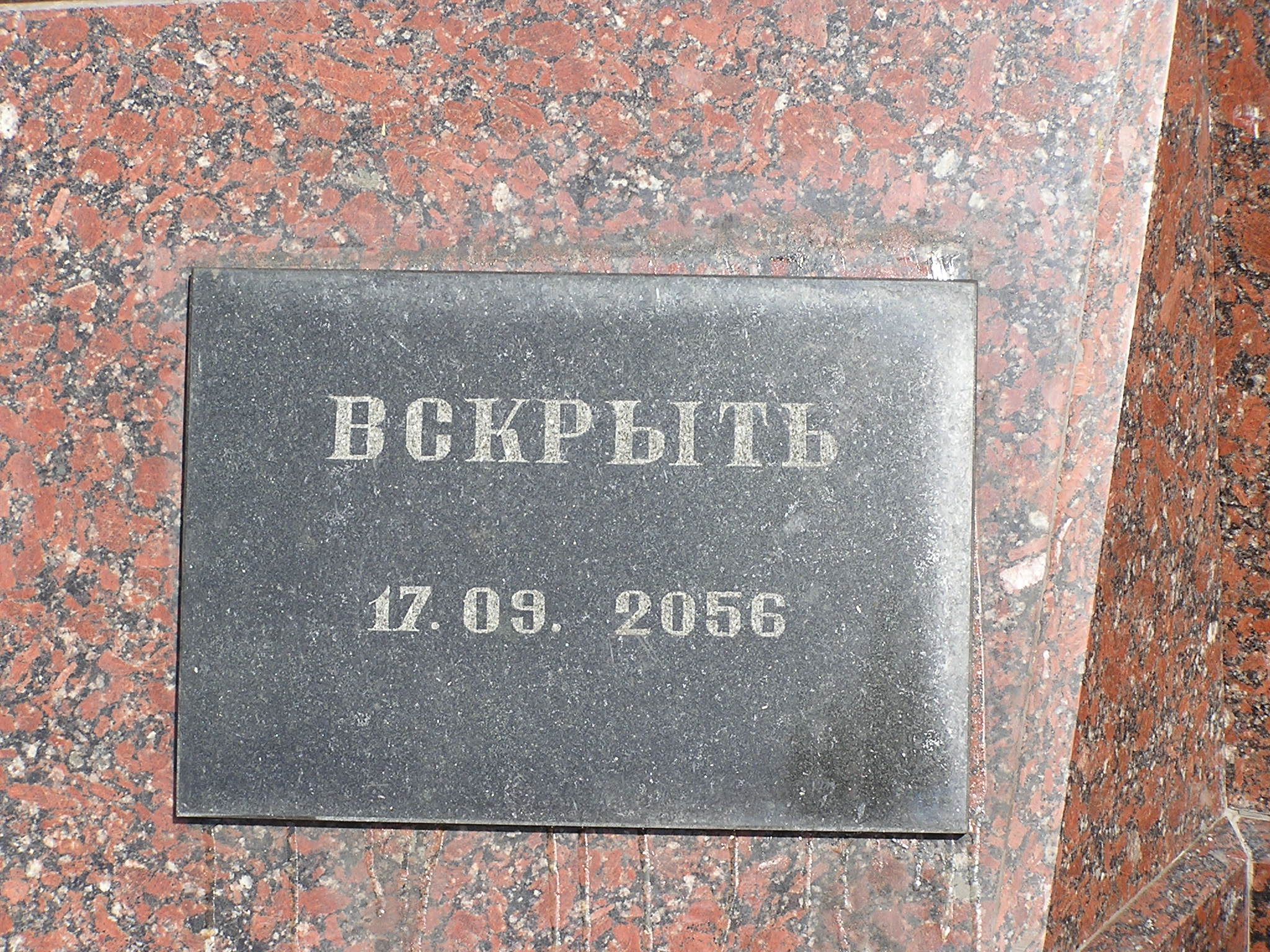
Hier ligt een tijdcapsule begraven, die naar verwachting op 17 september 2056 zal worden geopend

Een tijdcapsule is een capsule gevuld met voorwerpen en/of informatie, die bedoeld is om mensen in de toekomst (zoals archeologen, antropologen en historici) te helpen een beeld te krijgen van een bepaalde tijdsperiode. 
Meestal betreft het een metalen cilinder of opbergkist, waarin voorwerpen en informatie die typerend zijn voor de tijdsperiode waarin de capsule gemaakt is, worden opgeborgen. Deze wordt vervolgens begraven of opgeborgen met het doel hem op een vooraf bepaald tijdstip in de toekomst te heropenen. 

## Achtergrond

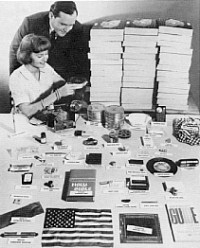
Inhoud van de tijdcapsule gemaakt tijdens de wereldtentoonstelling in New York, 1964.

Tijdcapsules worden vaak gemaakt bij speciale gelegenheden, zoals een jubileum of een wereldtentoonstelling. 
De Crypt of Civilization uit 1936 wordt doorgaans gezien als de eerste moderne tijdcapsule, al werd deze nog geen tijdcapsule genoemd. Het is de bedoeling dat deze zal worden geopend in 8113. De naam tijdcapsule werd later bedacht door George Edward Pendray.
Tijdcapsules worden echter niet altijd bewust gemaakt. Ook bij bijvoorbeeld grote natuurrampen kunnen per ongeluk 'tijdcapsules' ontstaan als hele gebouwen of zelfs steden worden begraven en daardoor intact blijven. Een voorbeeld hiervan is de stad Pompeï. 
Een andere natuurlijke tijdcapsule is het in Amsterdam ontdekte vogelnest van een meerkoet wat volledig bestond uit plastic afval . Aangezien plastic niet vergaat konden biologen, kijkend naar de  stratigrafie van oude nestlagen, aan de houdbaarheidsdata van de gebruikte verpakkingen zien dat het nest decennia lang in gebruik is geweest. De oudste verpakking onder in het in 2021 verzamelde nest was een Mars verpakking met het logo van het Wereldkampioenschap voetbal 1994.
In 2014 is in het Nederlandse Katwijk aan Zee tijdens de bouw van de ondergrondse parkeergarage Kustwerk Katwijk tussen 29 augustus en 6 september een "tijdcapsule" gemaakt van kunstwerken. Deze is door meer dan twintig kunstenaars geplaatst op de wanden van deze garage. Deze kunstwerken waren tijdens de bouw zichtbaar voor bezoekers, maar verdwenen na 10 oktober van dat jaar onder de grond in de hoop dat ze in de toekomst bij graafwerk weer zichtbaar zullen worden, zodat is te zien hoe de gemeente Katwijk eruitzag voor 2014.
Het programma Het Klokhuis vroeg op januari 2013 tijdens hun 25-jarig bestaan aan mensen om tijdcapsules te maken en naar de redactie van het programma te sturen. Er werden in totaal 1400 tijdcapsules ingestuurd. Deze tijdcapsules werden 10 jaar bewaard in het Nederlands Instituut voor Beeld en Geluid om tijdens het 35-jarig jubileum op 22 januari 2023 weer te worden geopend.Zo wilde het programma een beeld van de afgelopen 10 jaar krijgen. Het moment waarop de tijdcapsules werden geopend was te zien in de uitzending van 31 januari 2023.

## Kritiek
De reacties op tijdcapsules variëren. Een veelgehoorde klacht van historici is dat de spullen die men doorgaans in een tijdcapsule stopt weinig tot geen historische waarde zullen hebben voor de archeologen en historici in de toekomst. Volgens hen zou een tijdcapsule, gevuld met documenten en foto’s van de mensen die de capsule hebben gemaakt, en waarin hun levensstijl omschreven wordt, meer waarde hebben dan de spullen die doorgaans in een tijdcapsule gestopt worden, zoals alledaagse voorwerpen.
Een ander punt van kritiek is dat tussen het moment dat een tijdcapsule wordt gemaakt en het moment dat hij weer wordt geopend, niemand toegang heeft tot de voorwerpen en informatie die erin zit. Dit maakt dat tussenliggende generaties niet veel van de capsule kunnen leren. 

## Rol in media
Tijdcapsules spelen vaak een rol in films. Onder andere de film Knowing uit 2009 draait om een tijdcapsule.